# شیرکوه (رودبار)
شیرکوه روستایی توریستی و سرسبز از توابع بخش رحمت‌آباد و بلوکات شهرستان رودبار در استان گیلان ایران است. به افراد شیرکوهی به زبان محلی شیرکوجی میگویند.

## جمعیت
این روستا در دهستان رحمت‌آباد قرار دارد و براساس سرشماری مرکز آمار ایران در سال ۱۳۸۵، جمعیت آن ۵۷۷ نفر (۱۸۲خانوار) بوده‌است.

## زبان
مردم شیرکوه به زبان گیلکی صحبت می‌کنند.